# Michele Bravi
Michele Bravi (Città di Castello, 19 de dezembro 1994) é um cantor de música pop italiano.

## Biografia
Michele Bravi nasceu em Città di Castello em 19 de dezembro de 1994.
Ainda muito jovem começou a se aproximar do mundo da música e cantou em um coral infantil . Ao mesmo tempo, ele tem aulas de piano e violão . Após vários anos de estudos ingressou no mundo do entretenimento em 2013 quando participou das seleções do X Factor Itália. Inscrito na sétima edição do conhecido show de talentos, é confiado a Morgan, nessa edição o jurado que lidera a categoria Masculino 16-24.
Durante sua participação no X Factor, Michele Bravi teve a oportunidade de mostrar seu talento, a tal ponto que Tiziano Ferro escreveu para ele, junto com Zibba (nome artístico de Sergio Vallarino), a música La vita e la felicità. Em 6 de dezembro de 2013 foi lançado o EP de estreia de mesmo nome, que contém alguns dos covers realizados durante o período televisivo. No dia 23 de dezembro de 2013 também foi lançado o videoclipe da música. O single alcançou a primeira posição na parada FIMI  e em 24 de janeiro de 2014 foi certificado ouro por ter ultrapassado a marca de 15.000 cópias vendidas.
Em 2014 cantou a música principal da trilha sonora do filme Sotto una buon stella, de Carlo Verdone. A canção, escrita por Federico Zampaglione, foi publicada em 13 de fevereiro. Tanto Carlo Verdone quanto Paola Cortellesi , protagonistas do filme, aparecem no videoclipe. Em 16 de maio de 2014 foi lançado o single Un giorno in più , que antecipou seu primeiro álbum A passi piccolo , então lançado em 10 de junho. O álbum contém onze canções inéditas escritas para ele por autores como Giorgia, Luca Carboni, Tiziano Ferro, Daniele Magro, Piero Romitelli, Emilio Munda e Federico Zampaglione .

### Nova gravadora e segundo EP
Tendo mudado de gravadora (Universal Music Group),  Michele abriu seu próprio canal no YouTube no início de 2015, no qual ao longo do ano conversava com seus fãs através de vídeos semanais chamados Viaggio in lavoro, também houve colaborações com Sofia Viscardi . Ao mesmo tempo ele trabalha em novas músicas e seu segundo EP I Hate Music, escrito inteiramente em inglês e lançado no dia 2 de outubro. Em 30 de setembro de 2015, The Days, single de I Hate Music, foi lançado, acompanhado de um vídeo. Em 10 de dezembro de 2015, Bravi se apresentou na final da nona edição do X Factor promovendo um novo single deste último EP, Sweet Suicide. No fim de fevereiro de 2016 iniciou sua  "I Hate Music Tour".  Em 28 de fevereiro, ele se apresentou no Nickelodeon Slime Fest, sendo  indicado ao Nickelodeon Kids' Choice Awards de 2016.

### Sanremo 2017, MusicParty,Paper Souls(2017-2019)
Em fevereiro de 2017 participou do Festival de Sanremo 2017 na categoria "Big" com a música Il diario degli errori, terminando em quarto lugar. Além disso, no programa #MusicParty de 2 a 6 de janeiro do canal Nickelodeon+1, Bravi tem sua primeira experiência como apresentador. Em 20 de janeiro de 2017, o cantor revela a capa, título e data de lançamento do novo álbum, Anime di carta , lançado em 24 de fevereiro de 2017. 
Ainda em maio também integrou a Seleção Italiana de Cantores , participando da vigésima sexta edição da Partita del Cuore . Em 6 de junho de 2017 ele se apresentou na Arena di Verona para o Wind Music Awards 2017 , onde recebeu certificação de single de platina por Il diario degli errori. Participou também da quinta edição do Festival de Verão com a música Solo per po' . Em setembro de 2017 foi lançado Diamanti, terceiro single do álbum Anime di carta.
Em 9 de fevereiro de 2018 voltou duas vezes aos palcos do Teatro Ariston: como convidado no Festival de Sanremo 2018 onde se apresentou com Annalisa e em 16 de março como convidado no programa Sanremo Giovani.
Em 18 de maio de 2018 foi lançada a música Nero Bali de Elodie, na qual Michele colaborou vocalmente. E junto de Elodie, participou de vários festivais e eventos de verão incluindo a sexta edição do Festival de Verão e a décima sexta edição do Battiti Live.  
Em janeiro de 2019 apareceu no drama televisivo La Compagnia del Cigno, fazendo sua estreia como ator. Em 24 de maio de 2019 voltou a cantar em Milão no concerto de Chiara, enquanto em outubro do mesmo ano se apresentou em uma série limitada de concertos no Teatro San Babila de Milão. 

### La geografia del buio(2020-2021)
Em 18 de fevereiro de 2020, foi anunciado o lançamento de La geografia del buio (A geografia da escuridão), terceiro álbum de músicas inéditas do cantor. Inicialmente agendado para 20 de março de 2020, adiado para 29 de janeiro de 2021.
No dia 4 de março de 2021 o artista foi convidado para o 71º Festival de Sanremo , ocasião em que se apresentou ao lado de Arisa para reinterpretar "Quando" de Pino Daniele durante a noite chamada Canzone d'autore, dedicada à homenagem às canções que fizeram parte do história da composição italiana.
Em 22 de outubro de 2021, lançou o single Cronaca di un tempo incerto , última música inédita da Versão Estendida do álbum La geografia del buio , que foi lançado em formato vinil em 12 de novembro do mesmo ano. O videoclipe do single foi estreado no Alice nella città por ocasião do Festival de Cinema de Roma e conta com a participação do ator Sergio Albelli junto com Bravi. 
No dia 4 de dezembro de 2021 foi anunciada a participação no Festival de Sanremo 2022 no TG1, seguida no dia 15 de dezembro seguinte pelo anúncio da música Inverno dei Fiori .

### Sanremo 2022 (até o presente)
m fevereiro de 2022 participou do Festival de Sanremo 2022 na categoria "Big" com a música Inverno dei fiori, ficando em décimo lugar. 
Em 27 de maio de 2022 lançou o single de verão Zodiaco, estreado nova turnê, Live A Teatro.
De julho a outubro de 2022 apresenta o podcast Feroci, no YouTube, com Willwoosh e Lollo Barollo.
No dia 13 de outubro de 2022 foi lançado nos cinemas o filme Amanda, do qual Bravi participou.
No dia 23 de novembro de 2022, era lançado nos cinemas o filme da Disney Strange World - Un mondo misterioso em que Michele Bravi participou compondo e cantando a música dos créditos finais: Antifragili em colaboração com Federica Abbate.
Desde março de 2023 exerce a função de jurado no programa Amici di Maria De Filippi.
Em 5 de Janeiro de 2024, Michele Bravi lançou o single "per me sei importante". O single foi escrito por Michele Bravi junto com Matteo Orsi, Kende, Lorenzo Santarelli e Marco Salvaderi. Descrevendo a música, Bravi disse: "O segundo capítulo musical do álbum conceitual começa a ter uma vibração diferente nos olhos um do outro. O encontro entre duas almas sutis que escondem o desejo de pertencer uma à outra num lugar pequeno, longe do mundo"

## Discografia

### Álbuns de estúdio
- 2013 - La vita e la felicità (EP)
- 2014 – A passi piccoli
- 2015 - I hate music (EP)
- 2017 – Anime di carta
- 2021 –  La geografia del buio

### Autor para outros artistas
- 2022 – Senza chiedere permesso (Alex W)
- 2023 –  Dimora Naturale ( Laura Pausini )

## Filmografia

### Cinema
- Amanda , dirigido por Carolina Cavalli (2022)
- Finalmente amanhecer, dirigido por Saverio Costanzo (2023)

### Televisão
- Concorrente do X Factor ( Sky Uno , 2013)
- A Companhia dos Cisnes - série de TV (2019)
- Monterossi - minissérie de TV (2022)
- Terceira Roda Itália (VodafoneTV, 2017)
- Amigos de Maria De Filippi ( Canal 5 , 2017-2018, 2023)

### Podcasts
- A Voz do Peixe - Spotify (2021)
- Batman - Uma Autópsia - Spotify (2022)
- Feroz - YouTube (2022